# ریپون (کالیفرنیا)
ریپون (به انگلیسی: Ripon) شهری در شهرستان سن ژواکین، کالیفرنیا ایالت کالیفرنیا است که در سرشماری سال ۲۰۱۰ میلادی، ۱۴۲۹۷ نفر جمعیت داشته است.